# Benedicta Sánchez
Benedicta Sánchez Vila (Lugo, 24 de outubro de 1935) é uma fotógrafa e atriz espanhola. Em 2020, aos 84 anos de idade, ganhou o Prêmio Goya de melhor atriz revelação pelo seu papel no filme Lo que arde.